# Imre Ungár

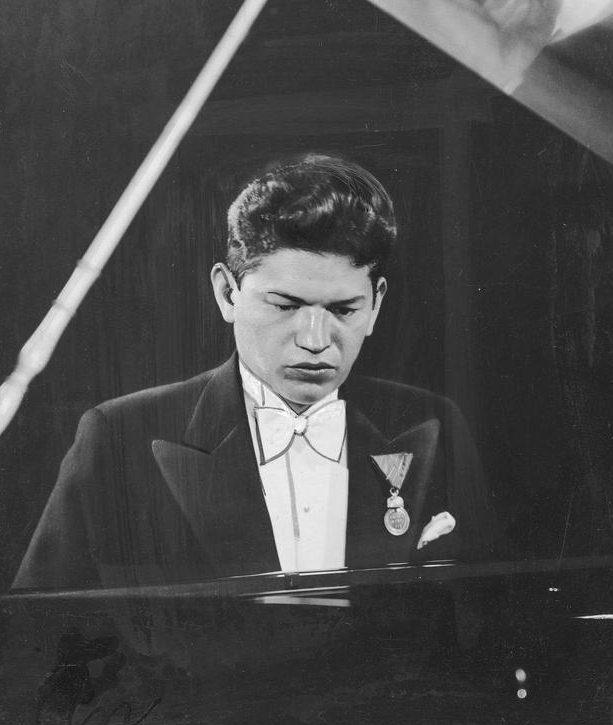
Imre Ungár

Imre Ungár (* 23. Januar 1909 in Budapest; † 22. November 1972 ebenda) war ein ungarischer Pianist.
Imre Ungár verlor bereits mit drei Jahren durch einen Gehirntumor das Augenlicht. Sein erstaunliches musikalisches Interesse ermöglichte es seinen Eltern, ihm trotz seiner Behinderung das Klavierspiel beizubringen. Ungárs erster Klavierlehrer war Izso Rózenfeld. Diesem folgte der berühmte Liszt-Schüler István Thomán an der Musikakademie in Budapest. Im Alter von 16 Jahren gewann Ungár einen Musikwettbewerb für junge Talente. Er begann daraufhin, in ganz Ungarn und den Nachbarländern Konzerte zu geben. In der zeitgenössischen Presse wurde er zum neuen Star der ungarischen Klavierschule stilisiert.
Im Jahr 1932 nahm er am 2. Internationalen Chopin-Wettbewerb in Warschau teil. Er gewann dort aufgrund eines Unentschiedens den 2. Preis. Ungár hatte die gleiche Punktzahl wie der erstplatzierte Alexander Uninski erreicht. Die Reglements des damaligen Wettbewerbs lieferten keine  „Preise zu gleichen Teilen“. Die Reihenfolge der Plätze bei Punktgleichstand wurde per Los entschieden.
Nach dem Gewinn des Chopin-Wettbewerbes war Ungár häufiger Gast in polnischen Konzertsälen. Sein Repertoire reichte von Bach bis zur Moderne. Mit großem Erfolg führte er eine Reihe von Werken von Bartók, Kodály und Liszt, Schubert, Schumann, Brahms, Beethoven, Haydn und Chopin auf. Trotz seiner Blindheit spielte er oft Klavierkonzerte von Chopin, Beethoven, Schumann und Brahms mit Dirigenten wie Otto Klemperer, Carl Schuricht, Dimitri Mitropoulos, Willem Mengelberg, Jan Krenz, Witold Rowicki und anderen.
In den ersten Jahren des Zweiten Weltkriegs lebte Ungár in den Niederlanden. Er kehrte 1943 nach Budapest zurück. Nach dem Krieg nahm er seine Konzertkarriere wieder auf. Er gab aber auch Unterricht an der Musikakademie in Budapest, eröffnete seine eigene Klavierklasse und erlangte schnell Ruhm als Klavierlehrer. Zu seinen Schülern gehörte der polnische Pianist Tadeusz Żmudziński, der beim Chopin-Wettbewerb 1949 ausgezeichnet wurde.
Ungárs Klavierspiel zeichnete sich durch einen kraftvollen Ausdruck aus. Seine Tempi waren etwas langsamer als akzeptierte Standards. Er verwendete oft Rubato und benutzte beide Klavierpedale stark, wobei er den schönen, gesättigten Klang des Instruments nutzte. In seinem Heimatland Ungarn galt Ungár als absolute Autorität.